# OPROP!

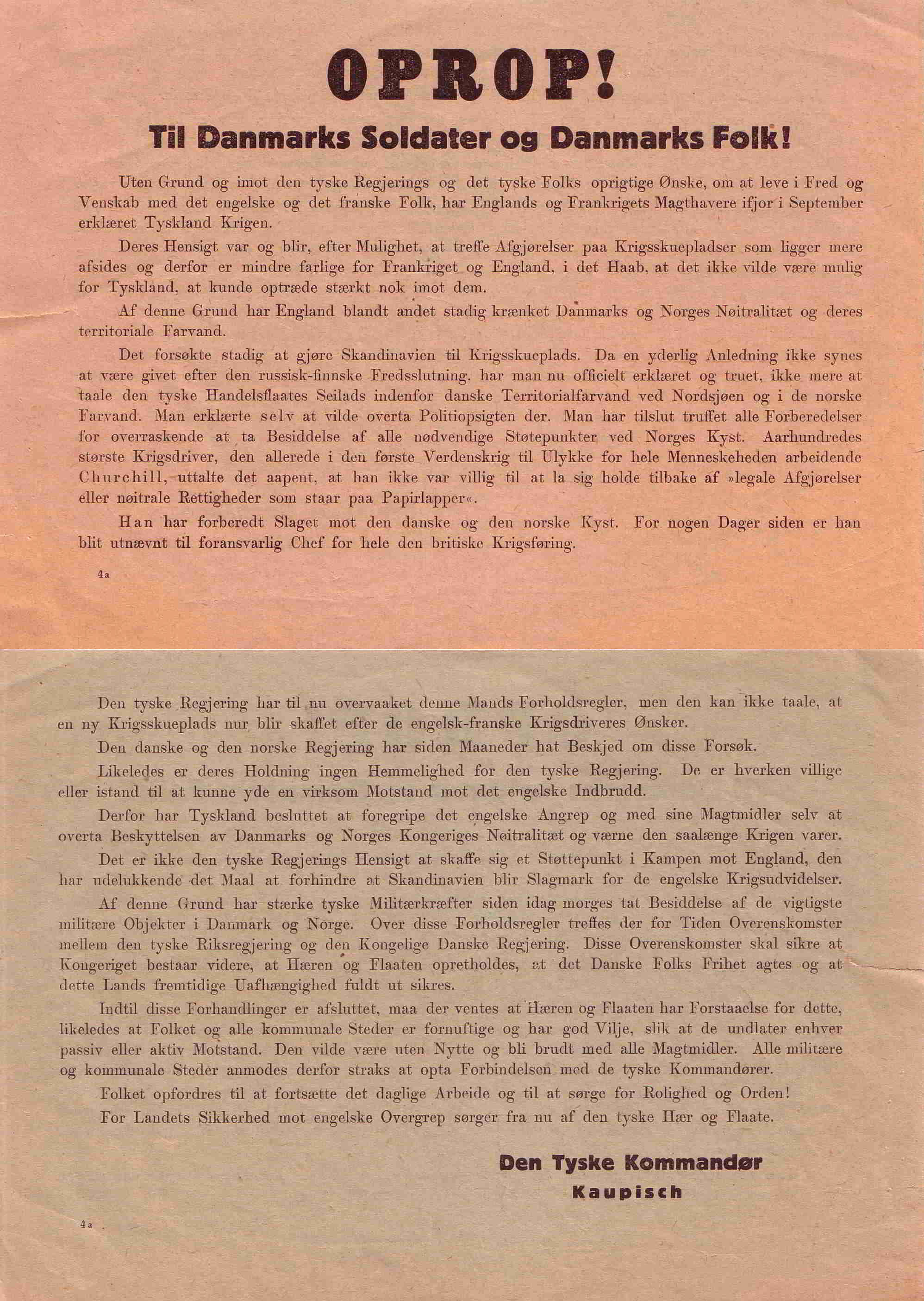
Panfleto lanzado sobre Dinamarca durante la invasión alemana del 9 de abril de 1940.

OPROP! (escrito correctamente Opraab! en danés de 1940: proclamación) era un panfleto Alemán lanzado sobre varias ciudades danesas durante la invasión alemana de Dinamarca el 9 de abril de 1940. Los panfletos estaban firmados por el jefe de la Operación Weserübung, el general Leonhard Kaupisch. El texto, escrito en una mezcla de danés y noruego, justificaba la invasión alemana como una protección fraternal de la neutralidad de Dinamarca y Noruega contra las agresiones británicas, tachaba a Winston Churchill de belicista, y exhortaba a la población danesa de no ofrecer resistencia a la presencia alemana se negociaba un acuerdo con el gobierno danés.
Más tarde, Kaupisch le contó a un periodista que el texto alemán de OPROP! lo escribió el mismo Adolf Hitler, tras descartar un borrador que hizo Kaupisch. También fue Hitler quien realizó la traducción.[cita requerida]
El panfleto OPROP! tuvo un impacto notable en la rendición danesa. Cuando la infantería alemana llegó al Palacio de Amalienborg en la mañana del 9 de abril de 1940, se encontraron con la determinada oposición de la Guardia Real Danesa, que rechazó el ataque inicial, resultando tres heridos. Esto le dio tiempo a Cristián X y a sus ministros para conferenciar con el comandante en jefe del ejército danés William Wain Prior. Mientras se llevaban a cabo las discusiones, varias formaciones de bombarderos Heinkel He 111 y Dornier 17 sobrevolaron la ciudad, lanzando los panfletos OPROP!. Ante la amenaza explícita de la Luftwaffe de bombardear a la población civil de Copenhague, y con solo la aprobación del general Prior de continuar la lucha, el gobierno danés capituló a cambio de conservar su independencia política en los asuntos internos.